# Crab Orchard (Tennessee)
Crab Orchard es una ciudad ubicada en el condado de Cumberland en el estado estadounidense de Tennessee. En el Censo de 2010 tenía una población de 752 habitantes y una densidad poblacional de 26,12 personas por km².

## Geografía
Crab Orchard se encuentra ubicada en las coordenadas 35°54′23″N 84°53′3″O / 35.90639, -84.88417. Según la Oficina del Censo de los Estados Unidos, Crab Orchard tiene una superficie total de 28.79 km², de la cual 28.79 km² corresponden a tierra firme y (0%) 0 km² es agua.

## Demografía
Según el censo de 2010, había 752 personas residiendo en Crab Orchard. La densidad de población era de 26,12 hab./km². De los 752 habitantes, Crab Orchard estaba compuesto por el 98.4% blancos, el 0.27% eran afroamericanos, el 0% eran amerindios, el 0.27% eran asiáticos, el 0.27% eran isleños del Pacífico, el 0.27% eran de otras razas y el 0.53% pertenecían a dos o más razas. Del total de la población el 0.93% eran hispanos o latinos de cualquier raza.